# ایستگاه راه‌آهن حیدرپاشا
ایستگاه راه‌آهن حیدرپاشا (ترکی استانبولی: Haydarpaşa Garı) یک ایستگاه راه‌آهن در شهر استانبول، ترکیه است. ایستگاه حیدرپاشا تا سال ۲۰۱۲ بزرگ‌ترین و شلوغ‌ترین ایستگاه بین‌شهری و منطقه‌ای در ترکیه بود.
این ایستگاه که در سال ۱۸۷۲ تأسیس شده به راه‌آهن سراسری ترکیه و راه‌آهن حجاز و راه‌آهن برلین–بغداد متصل است.

## نگارخانه

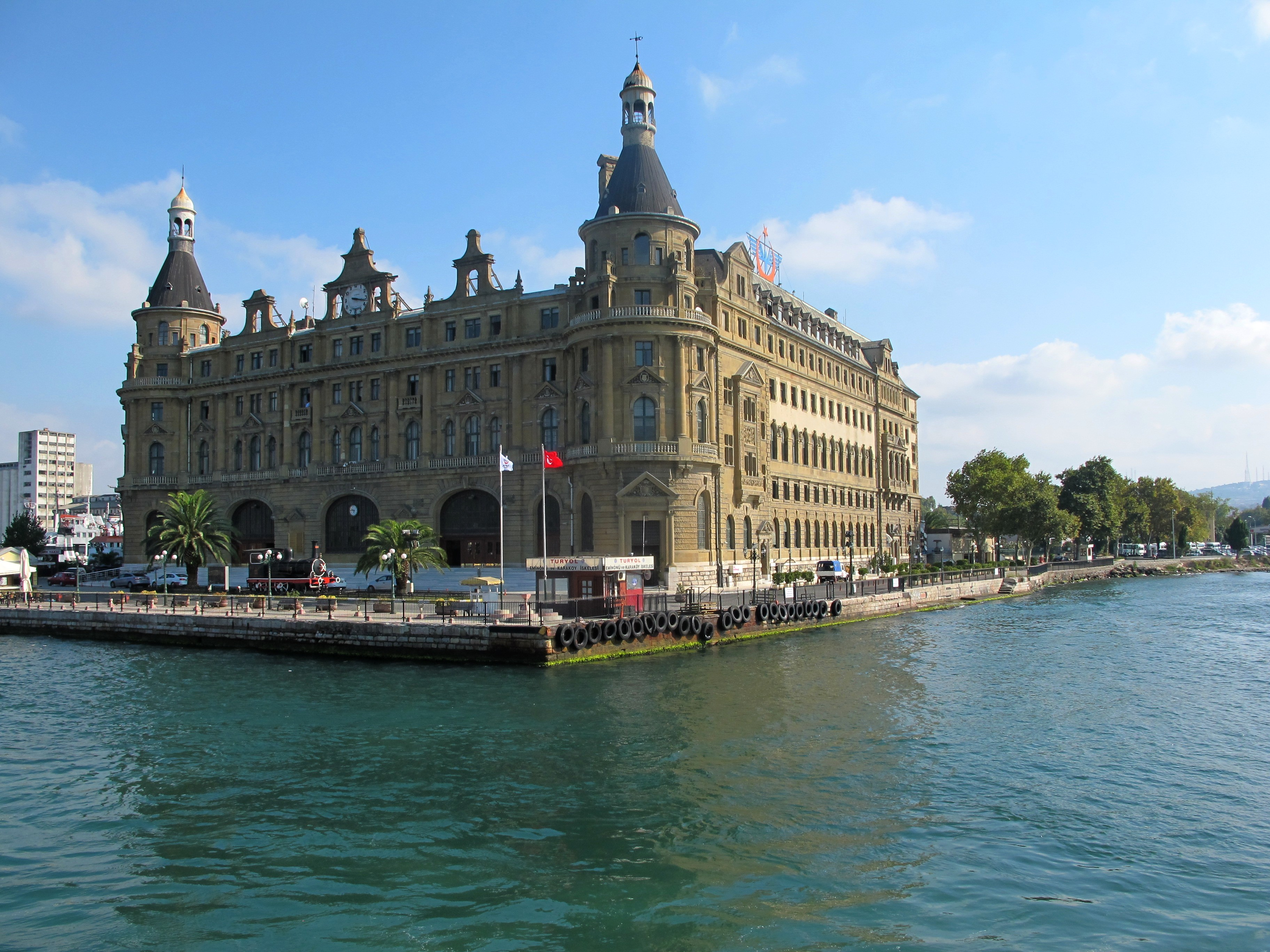
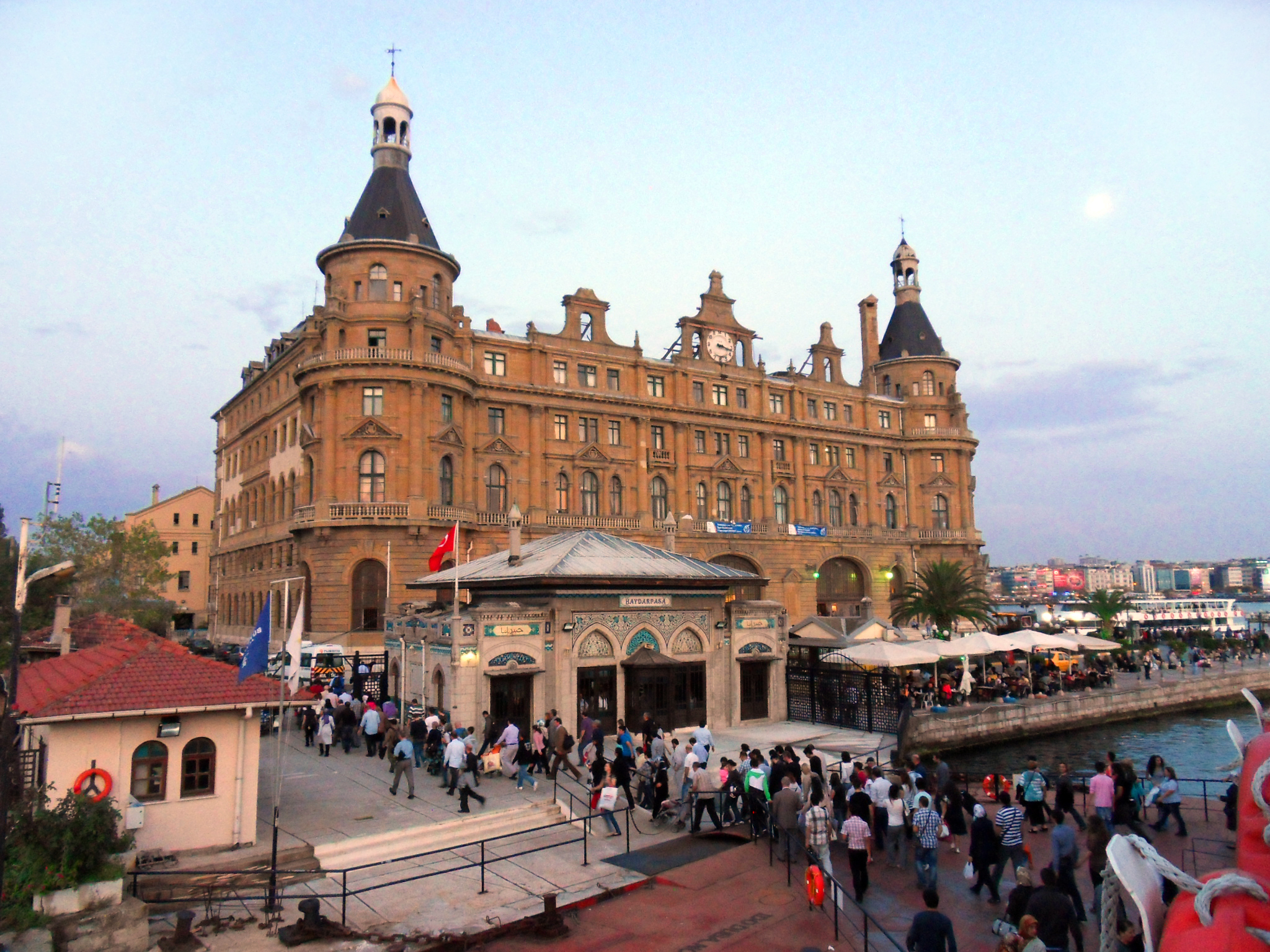
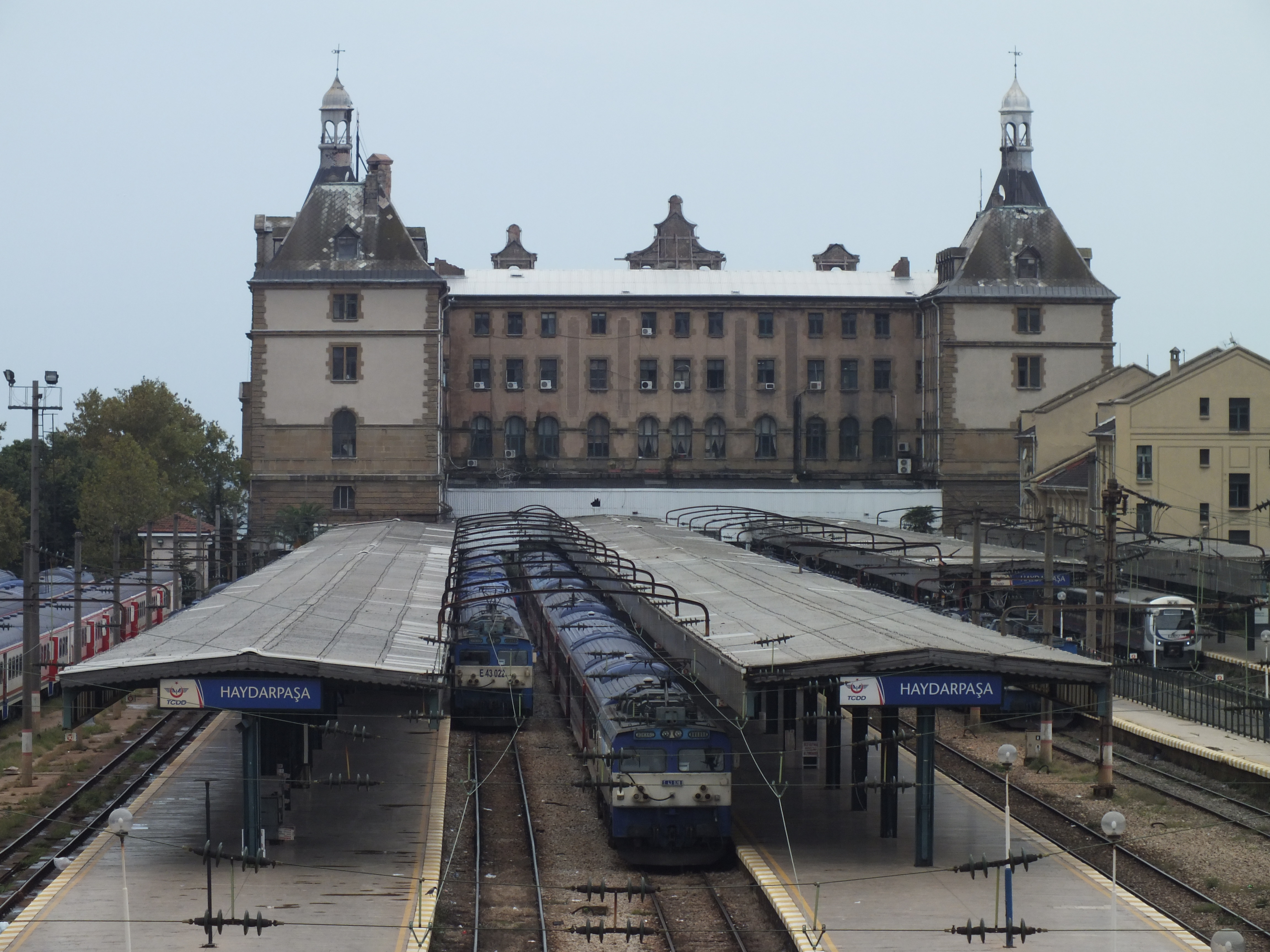